# Technicy-magicy
Technicy-magicy (ang. The IT Crowd) – brytyjski sitcom, wyprodukowany i nadawany przez telewizję Channel 4 3 lutego 2006 – 30 lipca 2010. Powstały cztery serie po 6 odcinków każda. W planach była również piąta seria, ale z czasem podjęto decyzję o jej anulowaniu i zastąpieniu odcinkiem specjalnym. Dominuje w nim typowo angielski humor.
Seria jest trzecim sitcomem Grahama Linehana, który zdobył dużą popularność, zaraz po Father Ted (scenariusz napisany wspólnie z Arthurem Mathewsem) i Black Books (scenariusz napisany wspólnie z Dylanem Moranem).

## Fabuła
Jen Barber przychodzi na rozmowę kwalifikacyjną o pracę w korporacji Reynholm Industries. Po spotkaniu z jej niezbyt rozgarniętym właścicielem, mimo ewidentnego braku wiedzy z zakresu informatyki, zostaje mianowana szefową działu IT. Jej podwładnymi zostają Roy i Moss, dwójka komputerowych geeków. Ich współpraca nie zawsze układa się gładko. Prowadzi to do wielu zabawnych sytuacji z udziałem trójki głównych bohaterów.

## Obsada
- Chris O’Dowd jako Roy Trenneman – luzacki technik informatyczny pochodzący z Irlandii. Większość czasu spędza w piwnicznej kanciapie, zbywając ludzi w potrzebie, by się obijać. Jednak to on najczęściej jest wysyłany w celu naprawienia komputera i interakcji z kolegami z pracy, co zazwyczaj kończy się pechowo. Bardzo często odbierając telefony z wezwaniem do naprawy komputera mówi „Hallo! Dział IT. Próbował/próbowała pan/pani wyłączyć i włączyć?”.
- Richard Ayoade jako Maurice Moss – geniusz informatyczny z deficytem kompetencji społecznych. Jeżeli już udaje mu się nawiązać z kimś rozmowę, to tylko przy pomocy klawiatury. Mieszka z matką, która go ubiera i przygotowuje lunch.
- Katherine Parkinson jako Jen Barber – przełożona Roya i Maurice’a. Dostała pracę w Reynholm Industries w dziale IT po tym, jak nakłamała w CV na temat zdolności komputerowych, które u niej ograniczają się do „wysyłania mejli, odbierania mejli, czytania mejli, kasowania mejli itd.” (co zostało od razu zauważone przez Roya i Maurice i często wykorzystane do robienia sobie z niej kawałów). Później mianowana na kierownika ds. relacji pomiędzy działem IT a resztą korporacji. Praca w dziale IT nie satysfakcjonuje Jen i nie spełnia jej życiowych aspiracji, przez co bardzo szybko przestaje ją lubić. Kilkakrotnie bezskutecznie próbuje zmienić miejsce pracy. Często, by dopiąć swego, kłamie w życiu prywatnym i służbowym, zazwyczaj z katastrofalnymi skutkami.
- Chris Morris jako Denholm Reynholm – założyciel i dyrektor generalny Reynholm Industries. Kompletnie nie zna się na tym, co robi, a w szczególności na komputerach (dzięki czemu komputerowe wybryki Roya i Maurice’a kończą się bez konsekwencji, a nawet pochwałą).
- Matt Berry jako Douglas Reynholm – dyrektor generalny Reynholm Industries, syn Denholma Reynholma, po którym odziedziczył firmę. Wiecznie zajęty wydawaniem pieniędzy po ojcu na imprezy, kobiety i zbędne rzeczy, przez co zawsze popada w tarapaty.
- Noel Fielding jako Richmond Avenal – got i fan heavy metalu. Życie spędza w czeluściach serwerowni działu IT, odcięty od świata przez Roya i Maurice z powodu jego bardzo dziwnego charakteru, co mu bardzo odpowiada. Kiedyś zdolny biznesmen i prawa ręka Denholma Reynholma do czasu, gdy poznał muzykę zespołu Cradle of Filth. Po tym jak nabawił się szkorbutu, opuścił korporację i założył własną firmę Goth2Boss zajmującą się pośrednictwem pracy dla gotów.

## Spis odcinków
| Seria | Seria     | Liczba odcinków | Czas emisji                         |
| ----- | --------- | --------------- | ----------------------------------- |
|       | 1         | 1–6 (6)         | 3 lutego 2006 – 3 marca 2006        |
|       | 2         | 7–12 (6)        | 24 sierpnia 2007 – 28 września 2007 |
|       | 3         | 13–18 (6)       | 21 listopada 2008 – 26 grudnia 2008 |
|       | 4         | 19–24 (6)       | 25 czerwca 2010 – 30 lipca 2010     |
|       | Specjalny | 25 (1)          | 27 września 2013                    |

### Seria 2 (2007)
| 1 (07) | The Work Outing            | Firmowa randka         | 24 sierpnia 2007 |
| Na zaproszenie Philipa z szóstego piętra Jen, Moss i Roy wybierają się do teatru. Na miejscu okazuje się, że spektakl jest przeznaczony dla homoseksualistów. Jen nabiera podejrzeń, że kolega jest odmiennej orientacji i jest wyraźnie zawiedziona. Z kolei Moss i Roy boją się skorzystać z toalety. Zdesperowany Roy decyduje się na toaletę dla niepełnosprawnych, czym sprowadza sobie na głowę poważne kłopoty... |                            |                        |                  |
| 2 (08) | Return of the Golden Child | Powrót złotego chłopca | 31 sierpnia 2007 |
| Szef firmy pan Denholm otrzymuje informację o tym, że policja wie o jego przekrętach na kontach funduszy emerytalnych. Zdesperowany mężczyzna wyskakuje przez okno. Na pogrzebie zjawia się jego zaginiony przed siedmioma laty syn, Douglas, który przejmuje firmę i dziedziczy cały majątek. W tym czasie Roy wypełnia w Internecie ankietę, z której dowiaduje się, że umrze o 15:00.                                 |                            |                        |                  |
| 3 (09) | Moss and the German        | Moss i Niemiec         | 7 września 2007  |
| Moss ma już dość towarzystwa Roya i postanawia znaleźć sobie nowych znajomych. W Internecie zwraca uwagę na ofertę, jak mu się wydaje, kursu gotowania. Okazuje się jednak, że zamieścił ją niemiecki kanibal. Różniący się znacznie od siebie panowie postanawiają zawrzeć kompromis i obejrzeć wspólnie film grozy. |                            |                        |                  |
| 4 (10) | The Dinner Party           | Kolacja                | 14 września 2007 |
| Jen i jej nowy znajomy postanawiają wydać przyjęcie dla przyjaciół - singli. Gdy z braku chętnych impreza może nie dojść do skutku, kobieta jest zmuszona zaprosić swoich współpracowników - Mossa, Roya i Richmonda. Zabawa szybko zmienia się w prawdziwą katastrofę. |                            |                        |                  |
| 5 (11) | Smoke and Mirrors          | Dym i lustra           | 21 września 2007 |
| Moss zostaje autorem przełomowego wynalazku. Udało się mianowicie wyprodukować idealny biustonosz. Swoje dzieło dumny „konstruktor” prezentuje go w telewizyjnym programie promującym młodych przedsiębiorców. Pech chce, że biustonosz zapala się na wizji. |                            |                        |                  |
| 6 (12) | Men Without Women          | Mężczyźni bez kobiet   | 28 września 2007 |
| Douglas, właściciel firmy Renham Industries, jedzie do Afryki po tajemniczy środek, który ma mu pomóc w zdobyciu Jen. Następnie proponuje kobiecie pracę na stanowisku swojej osobistej asystentki. Jen odrzuca jego awanse i rezygnując ze znacznej podwyżki, wraca do pracy w dziale IT. |                            |                        |                  |

### Seria 3 (2008)
| 1 (13) | From Hell       | Z piekła rodem                | 21 listopada 2008   |
| Szef Douglas dokłada starań, żeby zrównać Reynholm Industries z ziemią. Jen musi uporać się z nieznośnym budowlańcem. Tymczasem Roy traci 20 funtów, a Moss dowiaduje się, jak przeciwstawić się chuliganom.    |                 |                               |                     |
| 2 (14) | Are We Not Men? | Czy nie jesteśmy mężczyznami? | 28 listopada 2008   |
| Nowa strona poświęcona piłce nożnej pozwala Royowi i Mossowi poczuć się jak prawdziwi mężczyźni. Stan ten jest jednak chwilowy. Tymczasem Jen stara się umawiać na randki z mężczyzną, który wygląda jak magik. |                 |                               |                     |
| 3 (15) | Tramps Like Us  | Takie lumpy jak my            | 5 grudnia 2008      |
| Drogi Jen, Roya i Mossa rozchodzą się. Powodem tego jest zaskakujący wyrok w sprawie o molestowanie seksualne. Jen poszukuje nowej pracy, a Roy ląduje na ulicy.                                                |                 |                               |                     |
| 4 (16) | The Speech      | Przemowa                      | 9 października 2002 |
| Wybrana na pracownika miesiąca Jen zaczyna czuć się pewniej w roli menadżera. Robi sobie przez to wrogów w Royu i Mossie. Tymczasem Douglas odkrywa, że miłość jego życia nie jest wcale taka, jak się wydaje.  |                 |                               |                     |
| 5 (17) | Friendface      | Portal społecznościowy        | 19 grudnia 2008     |
| Jen pokazuje Royowi i Mossowi nowy portal społecznościowy. Wkrótce przekonuje się, że niektóre przyjaźnie lepiej zostawić w przeszłości.                                                                        |                 |                               |                     |
| 6 (18) | Calendar Geeks  | Dziwacy z kalendarza          | 26 grudnia 2008     |
| Reynholm Industries z dumą ogłasza swój pierwszy kalendarz z nagimi zdjęciami. |                 |                               |                     |

### Seria 4 (2010)
| 1 (19) | Jen the Fredo         | Rozrywkowa Jen            | 25 czerwca 2010 |
| Jen dostaje awans na stanowisko menadżera. Szybko przekonuje się, że nowe obowiązki to nie tylko lepsza pensja, ale przede wszystkim stres i ogromna odpowiedzialność. Roy próbuje znaleźć swoją bratnią duszę. Zanim udaje mu się poznać idealną dziewczynę, doświadcza kilku bolesnych rozczarowań. |                       |                           |                 |
| 2 (20) | The Final Countdown   | Ostateczne odliczanie     | 2 lipca 2010    |
| Moss bierze udział w teleturnieju gier wideo i zyskuje upragnioną popularność. Douglas przedstawia znajomym swoją nową sympatię. Kobieta wydaje się Jen wyjątkowo antypatyczna. |                       |                           |                 |
| 3 (21) | Something Happened    | Coś się wydarzyło         | 9 lipca 2010    |
| Douglas zostaje „kosmosologiem”. Życie Roya ulega zmianie z powodu bolących pleców. Jen zaczyna interesować się zespołem rockowym. |                       |                           |                 |
| 4 (22) | Italian for Beginners | Włoski dla początkujących | 16 lipca 2010   |
| Roy dostaje obsesji na punkcie smutnej rodzinnej historii swojej najnowszej dziewczyny. Jen kłamie, aby zwrócić na siebie uwagę. |                       |                           |                 |
| 5 (23) | Bad Boys              | Źli chłopcy               | 23 lipca 2010   |
| Roy i Moss zostają młodocianymi przestępcami na jeden dzień. Mają stresujące doświadczenie w centrum handlowym. |                       |                           |                 |
| 6 (24) | Reynholm vs Reynholm  | Reynholm kontra Reynholm  | 30 lipca 2010   |
| Douglas odkrywa, że dobrze się czuje w małżeństwie. Trwa to jednak tylko dwa tygodnie. Następnie trafia do sądu, gdzie broni się z pomocą Jen, Roya, Mossa i innych. |                       |                           |                 |

### Zemsta Internetu - odcinek specjalny (2013)
| Odcinek specjalny (25) | The Internet Is Coming | Zemsta Internetu | 27 września 2013 |
| Reputacja Roya, Mossa, Jen oraz Reynholm Industries wisi na włosku, gdy pewien incydent z wylaną kawą i bezdomną osobą zostaje opublikowany w Internecie. Dodatkowy odcinek nakręcony po trzech latach od wyemitowania czwartego sezonu serialu. |                        |                  |                  |